# Nikołaj Duchonin
Nikołaj Nikołajewicz Duchonin (ur. 1 grudnia?/13 grudnia 1876 w guberni smoleńskiej, zm. 20 listopada?/3 grudnia 1917 w Mohylewie) – rosyjski generał porucznik, p.o. naczelnego dowódcy armii rosyjskiej w listopadzie i grudniu 1917 roku.

## Życiorys
Pochodził z rodziny szlacheckiej. Ukończył korpus kadetów w Moskwie (według innego źródła w Kijowie), a następnie Aleksandrowską Szkołę Wojskową (1896) i Nikołajewską Akademię Sztabu Generalnego (1902).
W I wojnie światowej dowodził 165. Łuckim pułkiem piechoty (od wybuchu wojny do grudnia 1915), następnie był pomocnikiem generała-kwatermistrza Frontu Południowo-Zachodniego (do czerwca 1916), generałem-kwatermistrzem sztabu 3. Armii Frontu Południowo-Zachodniego (do czerwca 1917), szefem sztabu Frontu Południowo-Zachodniego (do sierpnia 1917), szefem sztabu Frontu Zachodniego (do października 1917), szef sztabu naczelnego dowódcy armii rosyjskiej (do listopada 1917). Uczestniczył w opracowywaniu planów ofensywy Brusiłowa.
Po ucieczce Aleksandra Kiereńskiego pełnił obowiązki naczelnego dowódcy. Po odmowie podjęcia z Austro-Węgrami rozmów w sprawie traktatu pokojowego został usunięty ze stanowiska przez Radę Komisarzy Ludowych. 19 listopada 1917 zwolnił z więzienia w Bychowie dowódców puczu Korniłowa. Z tego powodu dzień później, po przybyciu do Stawki Naczelnego Dowódcy Nikołaja Krylenki, który 9 listopada został mianowany Najwyższym Naczelnym Dowódcą Robotniczo-Chłopskiej Armii Czerwonej, został aresztowany i miał zostać przewieziony do Piotrogrodu. Na dworcu w Mohylewie został jednak zamordowany przez rozwścieczony tłum. Sprawców nie ukarano.
Na jego pamiątkę został nazwany pociąg pancerny Gienierał Duchonin.
Połączenie wyrazów отправить в штаб к Духонину oznaczało wysłać na śmierć.

## Odznaczenia
- Order Świętego Jerzego III klasy (1917)
- Order Świętego Jerzego IV klasy (1916)
- Order Świętego Włodzimierza III klasy (1915)
- Order Świętego Włodzimierza IV klasy (1914)
- Order Świętej Anny II klasy (1912)
- Order Świętego Stanisława II klasy (1909)
- Order Świętej Anny III klasy (1906)
- Order Świętego Stanisława III klasy (1906)
- Złota Broń Za Waleczność (1915)